# Suka Makmur (Wih Pesam)
Suka Makmur is een bestuurslaag in het regentschap Bener Meriah van de provincie Atjeh, Indonesië. Suka Makmur telt 953 inwoners (volkstelling 2010).